# トゥムド左旗
トゥムド左旗（トゥムドさき、モンゴル語：ᠲᠦᠮᠡᠳ
ᠵᠡᠭᠦᠨ
ᠬᠣᠰᠢᠭᠤ　Tümed Jegün qosiɣu）は、中華人民共和国内モンゴル自治区フフホト市に位置する旗。地方政府はチャースチ・バルガス（察素斉鎮）にある。
地名はモンゴル語で卍を意味する。所轄地域の大部分がすべて大青山にあり、農牧を主とする。内モンゴル中部に位置、フフホトより西。面積は2733平方キロ、人口は35万人（2006年統計）。政府所在地のチャースチ・バルガスはフフホトから47キロが離れている。
トゥムド左旗は北側が山岳地帯、南側が平原地帯、平年気温は6.3℃、平年降雨量は400ミリ。

## 歴史沿革
遼・金・元の時代は豊州と呼ばれていたが、16世紀にはアルタン・ハーンがトゥムド部を率いて、この地方に入り込み、「トゥムド川」と呼ばれるようになった。17世紀に清はトゥムド地方を左翼、右翼旗に分け、18世紀にはトゥムド地方を「旗と庁の並存で、蒙古人と漢人を別々に管理」という統治方法で支配していた。

## 民族人口
モンゴル族の比率は一割に過ぎず、漢族の比例が九割を占めている。トゥムド地方は長い間、漢民族の文化に交わった結果、モンゴル文化はほぼ消えている。モンゴルの名前を名づけられたモンゴル人もモンゴル語が分からず、山西省の方言に近いトゥムドの地方方言を話す人が殆どである。

## 行政区画
7バルガス（鎮）、2郷を管轄
- 鎮
  - チャースチ・バルガス（察素斉鎮）
  - ビチグチ・バルガス（畢克斉鎮）
  - シャンタイ・バルガス（善岱鎮）
  - テーグ・モド・バルガス（台閣牧鎮）
  - 白廟子鎮
  - サルチン・バルガス（沙爾沁鎮）
  - チルグル・タル・バルガス（勅勒川鎮）
- 郷
  - 北什軸郷
  - タブ・サイン（塔布賽）郷